# بروفانس
بروفانس أو بربنصة أو بَروفنسة أو بُرْوَنْسَة أو بروفنس (بالفرنسية: Provence ‎[pʁɔvɑ̃s]‏) منطقة في جنوب شرق فرنسا تطل على البحر الأبيض المتوسط تجاور إيطاليا. المنطقة مشهورة بمواقعها التاريخية والسياحية، بمطبخها وبنبيذها.

## التسمية
اسم المنطقة مشتق من الكلمة اللاتينية provincia التي تعني بـ"إقليم".

## أعلام
- أنطوان دي لا سالي
- إبراهيم برحيا
- أوغوستا برنارد
- بيير سيمون